# Himmeroder Hof (Rheinbach)

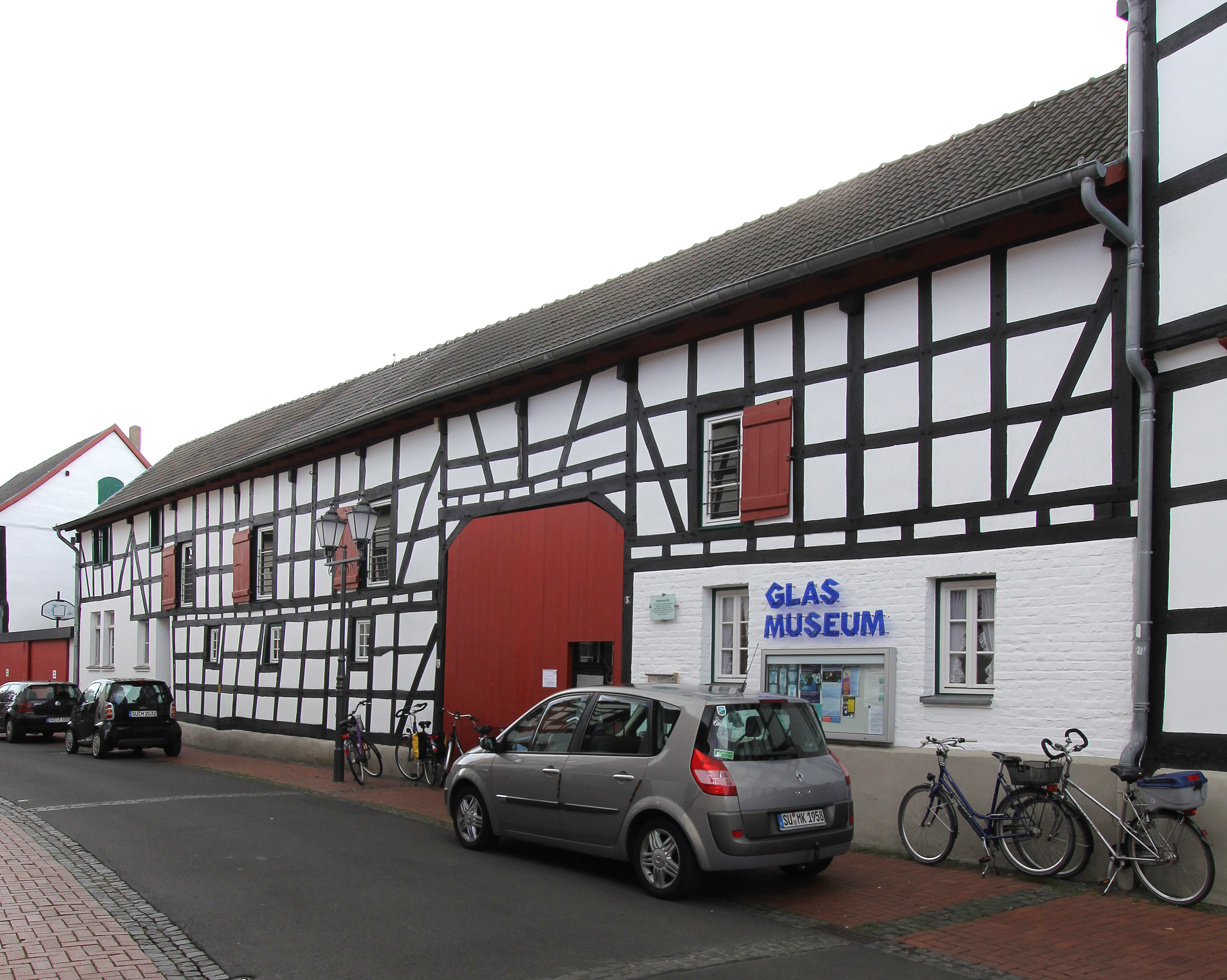
Der Hof von der Nordseite, Polligsstraße

Der Himmeroder Hof ist ein historisches Hofensemble in Rheinbach. Der in der Polligsstr. 3 liegende Hof steht seit dem 24. Januar 1986 unter Denkmalschutz. Das in Form einer fränkischen Hofanlage gestaltete Ensemble mit einem Haupthaus für den Bauern und das Gesinde, Stallungen und Scheune in Fachwerkausführung ist Teil der mittelalterlichen Kernstadt.

## Geschichte
Das in der Eifel liegende Kloster Himmerod war im 13. Jahrhundert zu einem der größten Grundbesitzer im Rheinland geworden. Die Güter der Abtei waren weit verstreut. Im Raum von Rheinbach gehörten drei Höfe zum Himmeroder Besitz: in Kleinaltendorf, Wormersdorf und Rheinbachweiler. Letzteren hatte Himmerod Mitte des 13. Jahrhunderts erworben, von hier aus wurden die umliegenden Besitzungen verwaltet.
Nachdem im Jahr 1317 innerhalb der entstehenden Rheinbacher Stadtbefestigung der Himmeroder Hof errichtet worden war, verlor der Hof in Rheinbachweiler an Bedeutung. Im Jahr 1323 wurden die Mönche des Himmeroder Hofes in Rheinbachweiler als Mitbürger in die Stadt Rheinbach aufgenommen. Der Himmeroder Hof finanzierte den Bau eines Teilstückes (16 Ruten) der Rheinbacher Stadtmauer. Am 15. Juni 1344 bekundete der Kölner Erzbischof Walram von Jülich, dass die Himmeroder Mönche zur Befestigung der Stadt Rheinbach beigetragen hätten und deshalb „für alle Zeiten“ von Steuern und Fuhrdiensten zum Erhalt der Befestigungsanlage befreit seien. Der Himmeroder Hof in Rheinbach wurde zur zentralen Hebe- und Verwaltungsstelle für die Himmeroder Besitzungen in Kleinaltendorf, Wormersdorf, Ersdorf, Ipplendorf, Todenfeld, Flerzheim und auch Rheinbachweiler. Rheinbachweiler fiel in den Folgejahrzehnten wüst.
Bis Mitte des 15. Jahrhunderts wurde der Himmeroder Hof im Eigenbetrieb bewirtschaftet, ab dann von den Mönchen verpachtet. Die Pächter hatten alle Pachtabgaben der zugehörigen Höfe in und um Rheinbach zu erheben und dem Bonner Speicher des Klosters anzuliefern. Nach einem der Pächter, Dederich (auch: Dietrich) Polch, wurde die am Hof verlaufende Straße als Polchsgasse (heute: Polligsstraße) benannt. Polch pachtete den Hof (Vertragsverlängerung), der mit einer Größe von 98 Morgen Ackerland und 10 Morgen Wiesen angegeben wurde, am 6. August 1602. Neben dem Hof mit seinen wichtigsten Ackerflächen wurden auch einzelne Parzellen an kleinere Pächter gegeben. So wurden im Jahr 1770 115 Morgen Ackerland in 280 Einzelstücken an 150 Personen verpachtet – vermutlich zur Selbstversorgung.
Die heute noch erhaltenen Teile der Hofanlage stammen aus der ersten Hälfte des 18. Jahrhunderts. Nach der Besetzung des Rheinlandes durch die Franzosen in Folge der Revolutionskriege wurden die linksrheinischen Klöster im neugegründeten Département de Rhin-et-Moselle mit ihrem Grundbesitz vom Staat eingezogen und verkauft. Auch der Besitz des Himmeroder Hofs wurde zerschlagen, die Hofanlage selbst 1806 an eine Privatperson veräußert. Der Hof hieß von nun an „Pfeifferhof“. Weitere Eigentümer der Anlage waren Martin Kann, Heinrich Thomas und im 20. Jahrhundert die Familie Scheben: Ernst Scheben, dessen Witwe und Peter Scheben. Die Familie verkaufte die Hofanlage 1966 an die Stadt Rheinbach.

## Heutige Nutzung
In den 1980ern wurde der Himmeroder Hof zu einem Bürger- und Kulturzentrum der Stadt um- und ausgebaut. Kernstück der Anlage ist das Rheinbacher Glasmuseum, das sich auf die Ausstellung von böhmischem Glas und Studioglas spezialisiert hat. Der Museumsbau kann multifunktional genutzt werden; Ausstellungsräume werden auch als Ratssaal der Stadt Rheinbach verwendet, Organisationen stehen Tagungsräume zur Verfügung. In der Anlage befindet sich ebenfalls das Naturparkzentrum Rheinland.

## „Kultur im Hof“
Das jährliche Open-air-Festival „Kultur im Hof“ wird ebenfalls im Himmeroder Hof ausgerichtet. Dabei wird Musik verschiedener Stilrichtungen (Rock, Pop, Country, Jazz, Folk und Oldies) geboten. Veranstaltungen unter dem Titel „Literatur im Takt“ und „Ope(r)n Air am Hexenturm“ gehören zum Programm von „Kultur im Hof“. Das Festival ist Teil des von dem Region Köln/Bonn e.V. koordinierten „Rheinischen Kultursommers“.